# Leica S

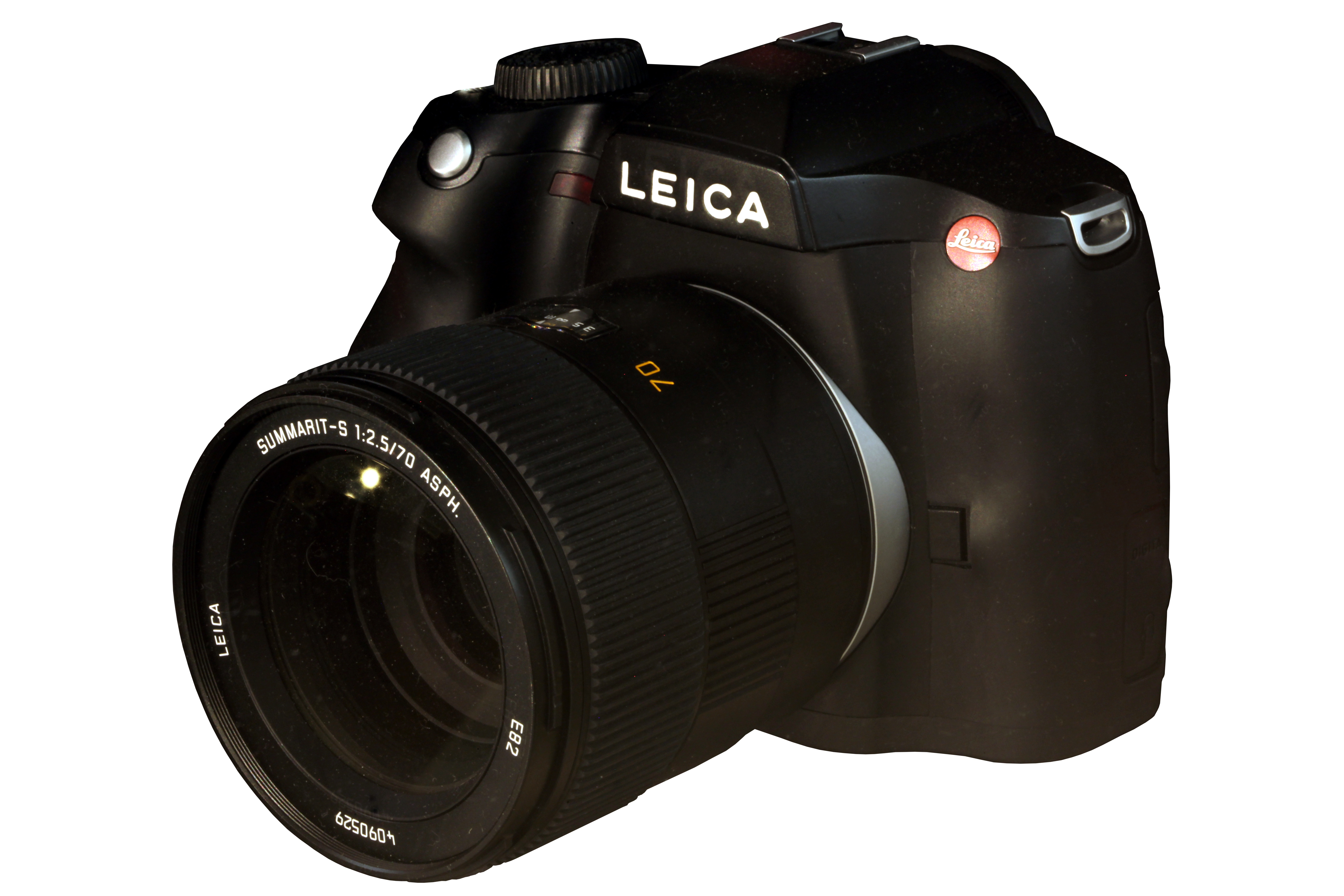
Leica S2

Das Leica S-System ist ein digitales Kamerasystem mit Spiegelreflexkameras von Leica Camera, das auf der photokina 2008 vorgestellt wurde. Es basiert nicht auf einem der üblichen, noch aus der Filmtechnik stammenden Formate wie Kleinbild oder Mittelformat, sondern verwendet eine neu definierte Sensorgröße von 45 mm × 30 mm (Seitenverhältnis 3:2). Der Objektivstandard beinhaltet Autofokus und eine elektrische Übertragung aller Funktionen und Werte.
Die erste Kamera dieser Produktreihe ist die S2, eine von Bauart und Design der Leica R9 ähnelnden Kamera mit festem Prismensucher und einem Bildsensor von Kodak mit 37,5 Megapixeln. Das Design stammt wie das des analogen Vorgängers R8 vom Industriedesigner Manfred Meinzer. Die Kamera-Software ermöglicht auch Tethered Shooting.
Die Objektive sind wahlweise auch mit Zentralverschluss (bis 1/1000 s) („Central Shutter“, zu erkennen an der Bezeichnung „CS“) erhältlich, was entsprechende Kamera-Software bedingt, und können ansonsten auch mit dem Schlitzverschluss der Kamera („Focal Plane Shutter“ (FPS)) verwendet werden.
Zur Photokina 2012 stellte Leica das Modell Leica S vor. Im Vergleich zur Leica S2 wurden Bildqualität sowie der maximale Belichtungsindex (von ISO 1250 auf ISO 1600) gesteigert. Ein größerer Arbeitsspeicher soll für eine erhöhte Geschwindigkeit bei der Verarbeitung der Bilddaten sorgen. Nach Herstellerangaben war die Leica S, bei ihrer Einführung, als einzige professionelle Kamera mit einem integrierten GPS-Modul ausgestattet. Die Objektivauswahl wurde ergänzt durch das Weitwinkel Leica Super-Elmar-S 1:3,5/24 mm ASPH., das Standard-Zoom Leica Vario-Elmar-S 1:3,5–5,6/30–90 mm ASPH. und das Tilt/Shift-Objektiv Leica TS-APO-Elmar-S 1:5,6/120 mm ASPH.
2014 erschien das Modell S-E (auch als Typ 006 bezeichnet) als funktionsidentische Nachfolgerin der S, unterscheidbar durch ein silberfarbenes Zeitenrad und 6500 Euro billiger. Diese blieb auch im Programm, nachdem im Herbst 2015 die S (Typ 007) erschien, die mit einem CMOS-Sensor gleicher Größe und Auflösung (37,5 Megapixel) einstellbaren Belichtungsindizes bis zu ISO 12.500 erreicht. Weitere Neuerungen sind die Möglichkeit, Videoaufnahmen bis 4K zu machen, schnellerer Autofokus, WLAN und eine Aufnahmegeschwindigkeit bis zu 3,5 Bildern pro Sekunde. Für Professionelle Videofilmer gibt es einen „Clean HDMI“-Ausgang zur externen Videoaufzeichnung. Die Videoaufzeichnung erfolgt mit 4:2:2 mit Motion-JPEG-Komprimierung im MOV-Format, ein externer Audioeingang sowie ein Timecode stehen ebenfalls zur Verfügung.
Seit Februar 2016 lässt sich die Leica S mit der Fachkamera Sinar p MF-L verbinden.
Im März 2020 erschien im Handel die Leica S3 mit einem neuentwickelten 64 Megapixel auflösenden Bildsensor. Der Sensor hat eine Dynamikumfang von 15 Blendenstufen eine Lichtempfindlichkeit bis zu ISO 50.000. Die Serienbildfunktion erreicht drei Bilder pro Sekunde. Neu ist, dass die gesamte Sensorbreite nicht nur für Full-HD-Videos, sondern nun auch für Cine-4K-Videos (4.096 × 2.160 Pixel im 17:9-Seitenverhältnis) genutzt werden kann. Die Leica S3 hat ein robustes Magnesiumgehäuse und ist gegen Spritzwasser und Staub abgedichtet. Sie besitzt eine USB-3.0-Schnittstelle und kann mit einem Computer verbunden und ferngesteuert werden. Der Bildprozessor Maestro II verfügt über einen 2 GB großen Pufferspeicher. Der Monitor wird von einem Corning Gorilla Glass geschützt. GPS ist eingebaut und mit dem eingabauten WLAN-Modul kann man mit der Leica Fotos App die Fotos auf Mobilgeräte übertragen.
Durch den Schlitzverschluss der Kamera sind viele andere Mittelformatobjektive über Adapter nutzbar, Hasselblad-H-Objektive und Contax-645-Objektive sogar ohne Funktionseinschränkungen inkl. AF.
Vorläufige Objektivübersicht Leica-S-Objektive:
| Name                                         | Brennweite | Offen- blende | Zentral- verschluss | Anmerkung                                                 | Kleinbild- äquivalent- brennweite |
| -------------------------------------------- | ---------- | ------------- | ------------------- | --------------------------------------------------------- | --------------------------------- |
| Leica Super-Elmar-S 1:3,5/24 mm ASPH.        | 24 mm      | f/3.5         | nein                | Weitwinkel                                                | 19 mm                             |
| Leica Elmarit-S 1:2,8/30 mm ASPH.            | 30 mm      | f/2.8         | wahlweise           | Weitwinkel                                                | 24 mm                             |
| Leica Summarit-S 1:2,5/35 mm ASPH. (CS)      | 35 mm      | f/2.5         | wahlweise           | Weitwinkel                                                | 28 mm                             |
| Leica Elmarit-S 1:2,8/45 mm ASPH. (CS)       | 45 mm      | f/2.8         | wahlweise           | Weitwinkel                                                | 36 mm                             |
| Leica Summarit-S 1:2,5/70 mm ASPH.           | 70 mm      | f/2.5         | wahlweise           | Standard                                                  | 56 mm                             |
| Leica Vario-Elmar-S 30–90 mm f/3,5–5,6 ASPH  | 30–90 mm   | f/3.5–5.6     | nein                | Standardzoom                                              | 24–72 mm                          |
| Leica Summicron-S 1:2/100 mm ASPH.           | 100 mm     | f/2           | nein                | Kurzes Tele                                               | 80 mm                             |
| Leica APO-Macro-Summarit-S 1:2,5/120 mm (CS) | 120 mm     | f/2.5         | wahlweise           | Makro                                                     | 96 mm                             |
| Leica TS-APO-Elmar-S 120 mm f/5,6 ASPH.      | 120 mm     | f/5.6         | nein                | Tilt-und-Shift-Objektiv, manuelle Blende und Fokussierung | 96 mm                             |
| Leica APO Elmar-S 1:3,5/180 mm ASPH. (CS)    | 180 mm     | f/3.5         | wahlweise           | Tele                                                      | 144 mm                            |